# Stenichnus scutellaris
Stenichnus scutellaris är en skalbaggsart som först beskrevs av Müller och Kunze 1822.  Stenichnus scutellaris ingår i släktet Stenichnus, och familjen glattbaggar. Arten är reproducerande i Sverige.

## Bildgalleri

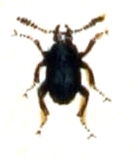